# Le Savoisien
Le Savoisien est un hebdomadaire savoyard édité à Annecy-le-Vieux par l'Association Savoisienne d'Éditions, organe de presse du mouvement nationaliste Ligue savoisienne. Le Savoisien a remplacé le 10 janvier 2005 l'Echo de Savoie, édité de 1997 à 2004 (77 numéros), lui-même ayant fait suite au Patriote Savoisien, édité de 1995 à 1997 (57 numéros). Ce journal ne parait plus depuis mars 2007.
- Directeur de la Publication, Joël Ducros; Directeur de la Rédaction, Patrice Abeille.
- Tirage: 5 000 exemplaires.
- (ISSN 1773-3308)